# Maria Maier
Maria Maier (* 1954 in Amberg) ist eine deutsche Künstlerin. Ihr Werk umfasst Zeichnung, Grafik, Malerei, Fotografie, Kunst im öffentlichen Raum, Kunst am Bau und Konzeptkunst.

## Leben und Werk
Von 1975 bis 1979 studierte Maier unter anderem Kunsterziehung und Kunstgeschichte an der Universität Regensburg. Nach mehreren Jahren Lehrtätigkeit ist sie seit 1992 als freie Künstlerin tätig. Maier lebt und arbeitet in Köfering und Regensburg. Sie erhielt Auszeichnungen in Form von internationalen Stipendien und Kunst-am-Bau-Wettbewerben.

Die Kunst von Maria Maier ist in hohem Maße durch die Zeichnung und das Prinzip Collage bestimmt. Bei allen Erweiterungen, die ihre Arbeitsweise und ihr formales Vokabular über die Jahre hin durchgemacht haben, bleiben doch lineare Elemente stets bestimmend. Das gilt auch für ihre Malerei auf Leinwand und ihre Collagen. Seit 2000 arbeitet Maria Maier verstärkt mit der Kombination aus Fotografie und Malerei. Fotografische Motive kombiniert sie mit gemalten bzw. gezeichneten Bildfeldern. Teilweise werden diese Kombinationen erneut abfotografiert und wiederum übermalt. So kommt es zu komplexen Überlagerungen der Bildstrukturen. 

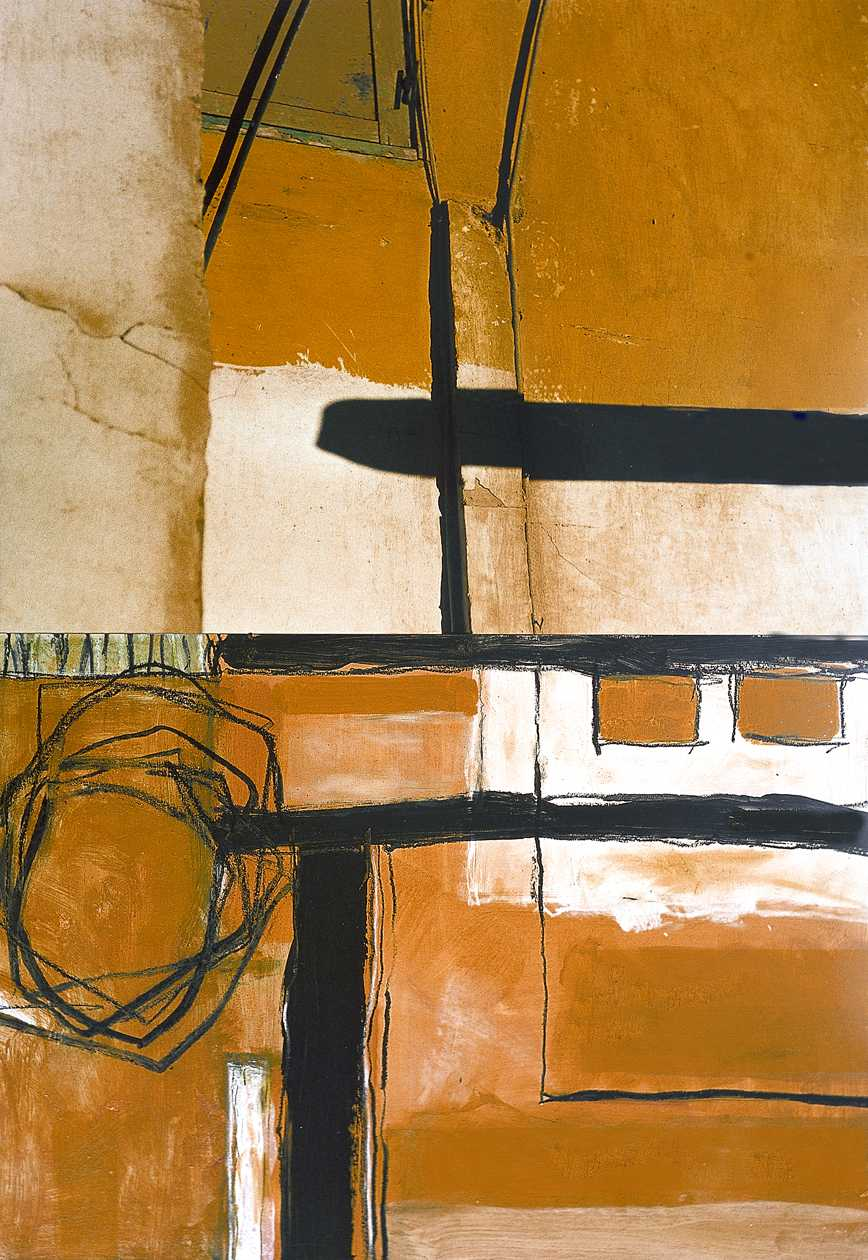
Maria Maier, Wanddialog 1, 2002, Fotografie, übermalt mit Eitempera und Mischtechnik, Karton auf Holz, UV-Lack, 100 × 70 × 1,5 cm

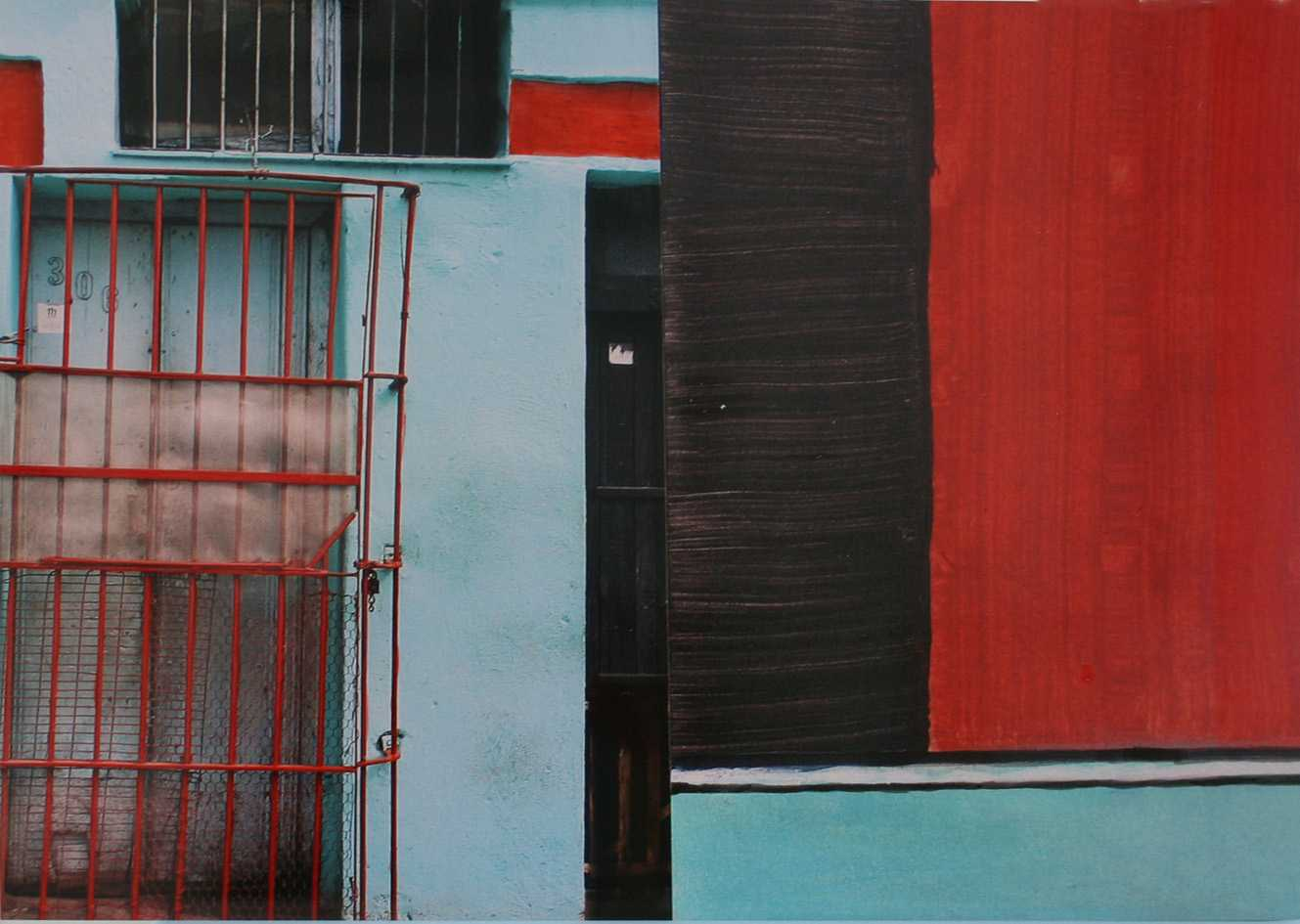
Maria Maier, ZR K – giving color 25, 2011, Fotografie, übermalt, aufgezogen auf Dibond, 50 × 70 cm

Einen Großteil ihres fotografischen Bildmaterials findet Maria Maier auf Studienreisen und während ihrer Arbeitsaufenthalte an verschiedenen Orten der Welt. So bereiste sie neben europäischen Ländern auch Burma, Indien, Indonesien, Kambodscha, Laos, Malaysia, Singapur, Sri Lanka, Syrien, Thailand, Türkei, Vietnam, USA, Honduras, Belize, Kuba, Ägypten, Marokko, Tunesien.
Die wichtigsten Motive ihrer Arbeiten mit Fotografie sind Architekturelemente, Fundobjekte im Stadtraum und stets menschenleere urbane Situationen. Während eines Arbeits-Stipendiums im Tyrone Guthrie Centre in Irland beschäftigte sie sich 2011 ausführlich mit Naturmotiven, den Farben und Formen von Blüten und Blättern.
Im Mittelpunkt der Arbeit von Maria Maier steht die Auseinandersetzung mit dem Phänomen Zeit. Darauf weisen Katalog- und Ausstellungstitel wie „Poesie der Zeit“, „Zwischenzeit“, „Zeit-Symbiosen“ und „ORTsZEIT“. Zeitliche Aspekte wie das Entstehen und Vergehen von Formen und Strukturen sowie die unterschiedlichen Zeitdimensionen von fotografischen und malerischen Bildverfahren verdichten sich zu künstlerischen Meditationen über den Zeitbegriff. Entscheidender Auslöser dieser thematischen Zuspitzung waren wiederum die Reisen. „Indem dabei der thematische Aspekt ‚Zeit’ eine globale Bedeutung gewann, verloren Begriffspaare wie Nähe und Ferne, Heimat und Fremde (etc.) ihre eigentlich gegensätzliche Bedeutung.“
Maria Maier hat neben ihrer Atelierkunst auch Kunst-am-Bau-Projekte und Arbeiten im öffentlichen Raum realisiert. So hat sie für das konzeptionelle Projekt „Stadtzeit-Zeitstadt, Projekt Regensburg“ von 1995, bestehend aus einer Grafikedition und einer Installation, insgesamt 76 Kunsttafeln an historischen Gebäuden der gesamten Regensburger Altstadt angebracht. 

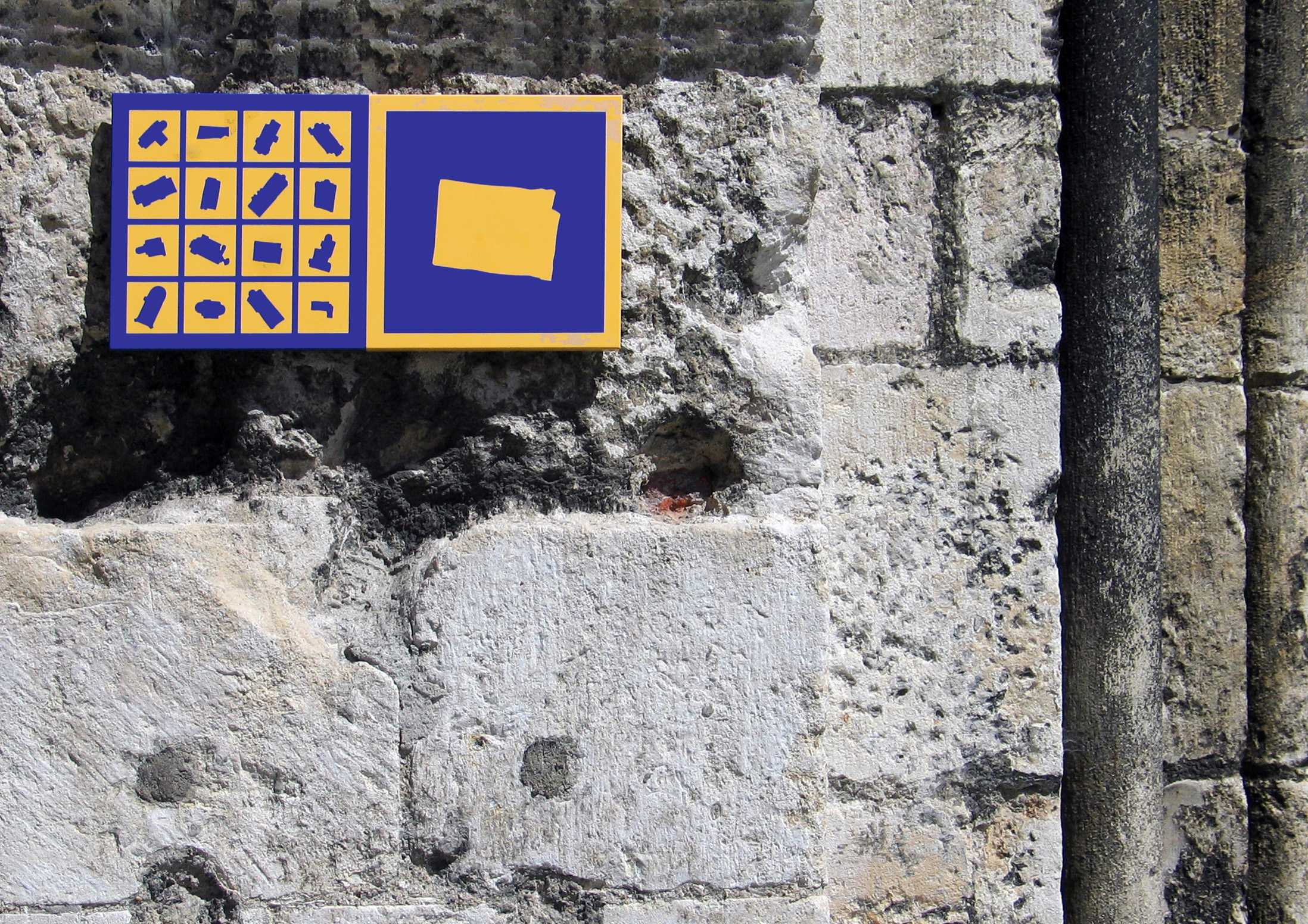
Maria Maier, KIRCHEN St. Ulrich, aus: „Stadtzeit – Zeitstadt. Projekt Regensburg“, 1995 (eine von 76 Kunsttafeln an historischen Gebäuden in der Regensburger Altstadt)

2012 gewann sie mit ihrem Projekt „Farbwegweiser“ den Kunstwettbewerb zur Neugestaltung der Bahnhofstraße in Schwandorf und 2013 mit ihrem Projekt „Unser LandKREIS – 41 Gemeinden unter einem Dach“ den Wettbewerb zur Erweiterung und Sanierung des Landratsamts Regensburg. Bei diesem 2018 abgeschlossenen Projekt handelt es sich um eine komplexe Arbeit mit Schrift und Fotografie auf Glas. Die auffallenden, auf die Farbe des Wappens des Landkreises Regensburg anspielenden roten Farbbalken verweisen dabei mit ihrer Anzahl von 30, 8 und 3 auf die Zahl der Gemeinden, Märkte und Städte im Landkreis.
Ein ehrgeiziges Work in progress ist die Arbeit „Bayerische Stämme“, an der Maria Maier seit 2002 arbeitet. Es soll einmal sieben in bayerischem Blau lackierte „Bäume“ aus Stahl umfassen, deren Kronen sich formal aus der Überlagerung des jeweiligen Umrisses der Regierungsbezirksgrenzen von Mittelfranken, Niederbayern, Oberfranken, Oberpfalz, Oberbayern, Schwaben und Unterfranken sowie dem Umriss von Bayern zusammensetzen. 2002, 2011 und 2017 wurden die drei ersten der „Bayerischen Stämme“ realisiert.

## Zitate
„Die Regensburger Künstlerin Maria Maier ist Grenzgängerin zwischen unterschiedlichen künstlerischen Ausdrucksmitteln. Sie kombiniert Malerei, Zeichnung, Collage und Photographie zu einem Bildganzen. Es geht um Ruhe und Bewegung, Zeit und Raum. Assoziative Prozesse verdichten sich zu einem ästhetischen Ganzen. Die Künstlerin hat sich der photographischen Spurensuche verschrieben. Das in fremden Landschaften und Städten gesammelte photographische Material wird daheim im Atelier ein vielschichtiges Album der Erinnerungen und des optischen Weiterdenkens in serieller Weise.“
„Um die realen, in der Fotografie festgehaltenen Raumverhältnisse in künstlerische zu übersetzen, bedarf es der Kombination mit gemalten bzw. collagierten Elementen. ‚Collage’ im weitesten Sinne des Wortes, d. h. die Kombination von Bildmaterialien verschiedener Herkunft, ist ein Prinzip, das Maria Maier in fast allen ihren Arbeiten der letzten Jahre zur Anwendung bringt. Durch das Neben- und Übereinander von Fotografie und Malerei bzw. Zeichnung kommt es zu einer zuweilen verwirrenden Verklammerung unterschiedlicher zeitlicher und räumlicher Ordnungen“

## Ausstellungen

### Einzelausstellungen (Auswahl)
- 2020 Verein für Original-Radierung München e.V.
- 2017 Kunsthaus Apolda
- 2016 Kunstverein Frankenthal e.V., Frankenthal
- 2016 Off/Foto Mannheim, Art Priori fine art gallery
- 2015 Kunstverein Speyer e.V.
- 2015 Daugavpils Mark Rothko Art Centre, Lettland
- 2014 Städtische Galerie im Leeren Beutel, Regensburg
- 2013 Galerie Sievi, Berlin
- 2013 Schloss Königshain Landratsamt Görlitz
- 2012 Oberpfälzer Künstlerhaus, Kebbel Villa, Schwandorf-Fronberg
- 2010 ZS art Gallery, Wien
- 2009 Kunstverein Die Treidler, Frankenthal/Pfalz
- 2008 Herzogskasten Stadtmuseum Abensberg
- 2008 Kronacher Kunstverein, Kronach
- 2007 L-Gallery, Moskau
- 2007 Verein für Originalradierung e.V., München
- 2006 Galerie Sievi, Berlin
- 2006 Galerie Josef Nisters, Speyer
- 2004 Kunsthalle Wil, Wil/Schweiz
- 2004 Galerie Josef Nisters, Speyer
- 2003 Kunstmuseum Mülheim an der Ruhr
- 2003 Städtische Sammlungen Schweinfurt
- 2002 Galerie Hélène Lamarque, Paris
- 2001 Monique Goldstrom Gallery, New York
- 2001 Kunstverein Erlangen
- 2001 Galerie Claudia BÖer, Hannover
- 2000 Bergbau- und Industriemuseum Ostbayern
- 2000 Hammerschloss Theuern
- 1998 Galerie Maulberger, München
- 1997 Europäisches Parlament, Straßburg
- 1996 Städtische Galerie „Leerer Beutel“, Regensburg
- 1996 Städtische Galerie Pilsen
- 1995 Museum Ostdeutsche Galerie, Regensburg

### Ausstellungsbeteiligungen (Auswahl)
- 2019 „bauhaus*innen räume 1919-2019“, Frauenmuseum Bonn
- 2019 „flora#kunst“, Schloss Oberschwappach, Knetzgau
- 2018 „Sammlung Bezirk Oberpfalz // mit Neuerwerbungen“, Oberpfälzer Künstlerhaus, Kebbelvilla, Schwandorf-Fronberg
- 2017 „Zugewinn“, Stiftung Museum Schloss Moyland, Bedburg-Hau
- 2016 „Lasst Blumen sprechen“, Stiftung Museum Schloss Moyland, Bedburg-Hau
- 2016 „125 Jahre Verein für Original-Radierung München“, Verein für Original-Radierung München e.V.
- 2012 „StadtRaumKunst“, Kulturhistorisches Museum Görlitz
- 2012 „Tondo - Die Kunst ist rund“, Kunst Galerie Fürth
- 2011 „Monotypie“, Verein für Originalradierung e.V., München
- 2011 „Jahr des Waldes“, ZS art, Wien
- 2009 „Malerei ist immer abstrakt“, Staatsgalerie moderne Kunst im Glaspalast Augsburg
- 2009 „Diskurse“, Kunsthalle Schweinfurt
- 2005 „2LIVE“, Koroska Fine Arts Gallery; Slovenj Gradec/SL
- 2005 „7. Internationale Fototage Mannheim/Ludwigshafen“, Mannheim
- 2002 „Volle 10 Jahre Böerartigkeiten“, Städtische Galerie KUBUS, Hannover
- 2001 „Bonnova“, Frauenmuseum Bonn
- 2000 „Taking Pictures“, Monique Goldstrom Gallery, New York

## Öffentliche Sammlungen

### Werke in Sammlungen (Auswahl)
- Amberg, Stadtmuseum Amberg
- Basel, Sammlung Hofmann–La Roche
- Bad Bocklet, Sammlung Dt & Shop
- Bedburg-Hau, Sammlung Museum  Schloss Moyland
- Berlin, Artothek der Amerika-Gedenkbibliothek
- Frankfurt, Sammlung Deutsche Bank
- Künzelsau, Sammlung Würth
- Mülheim/Ruhr, Kunstmuseum in der Alten Post
- München, Artothek (München)
- München, Bayerische Staatsgemäldesammlungen
- München, Bayerische Staatsbibliothek
- München, Kunst und Baukunst Hypo–Bank
- München, Pinakothek der Moderne
- München, Staatliche Graphische Sammlung München
- München, Münchner Stadtmuseum
- Nürnberg, Artothek
- Regensburg, Kunstforum Ostdeutsche Galerie
- Regensburg, Kunstsammlung Sparkasse
- Regensburg, Städtische Galerie „Leerer Beutel“
- Regensburg, Kunst und Baukunst Hypo-Bank
- Regensburg, Kunstsammlungen des Bistums
- Regensburg, Staatliche Bibliothek Regensburg
- Schweinfurt, Städtische Sammlungen
- Stuttgart, Kunstsammlung der LBBW Stiftungen
- Wil, Sammlung der Kunsthalle Wil
- Wolfenbüttel, Herzog August Bibliothek

### Werke im öffentlichen Raum (Auswahl)
- Aichach, Skulpturenfeld bei Obi, 2002
- Aichach, Stadtgarten, 2017
- Amberg, Max-Reger-Gymnasium Amberg – Staatliches Bauamt Amberg-Sulzbach, 2008
- Kelheim, Katholische Pfarrkirche St. Pius, 2013
- München, Bayerisches Landesvermessungsamt, 1997
- München, Landeszentralbank, 1996
- München, Siemens Financial Services, 1999
- Passau, Universität – Staatliches Bauamt Passau, 2003
- Passau, Staatliches Bauamt Passau, 2003
- Regensburg, Evangelisches Krankenhaus, 1993
- Regensburg, Krankenhaus der Barmherzigen Brüder, 1994
- Regensburg, Installation in der gesamten Innenstadt – Stadt Regensburg, 1995
- Regensburg, LIGA Spar- u. Kreditgenossenschaft, 1998
- Regensburg, Klinikum – Universitätsbauamt, 1998
- Regensburg, Sparda-Bank Ostbayern e.G., 2000
- Regensburg, Landgericht – Staatliches Hochbauamt, 2004
- Regensburg, Finanzamt – Staatliches Hochbauamt, 2006
- Regensburg, Oberpfalz Studentenwohnheim – Kulturell-Gemeinnützige Oberpfalz GmbH, 2011
- Regensburg, Landratsamt, 2014/2015
- Wil, Rathaus, Stadt Wil, 2004

## Bibliografie
- Maria Maier. Poesie der Zeit. Ausstellungskatalog Museen der Stadt Regensburg. Mit Texten von Helena Fenclovà, Erich Schneider, Herbert Schneidler, Andrea Brandl. Regensburg 1996, ISBN 3-925753-48-6.
- Maria Maier. Zeitläufe 1998. Regensburg 1998.
- Maria Maier. Zwischenzeit. Mit Texten von Dietmar Preisler, Anna Scherbaum. Lappersdorf 1999, ISBN 3-931954-05-6.
- Maria Maier. Zeit-Symbiosen. Fotocollagen 1995-2000 Schriftenreihe des Bergbau- und Industriemuseums Ostbayern. Mit Texten von Magdalena Kraemer-Noble, Harald Raab, Herbert Schneidler, Reinhold Mißelbeck, Helmut Wolf. Kümmersbruck 2000, ISBN 3-925690-45-X.
- Maria Maier/Felix Weinold. ambivalent. Katalog. Mit Texten von Thomas Eisen und Reinhold Mißelbeck. Monique Goldstrom Gallery und New York Art Fair. New York 2001
- Sofi Hémon/Maria Maier. circulation: Katalog. Mit Text von Denis Brudna. Rouen/Hannover/Regensburg/Paris 2001
- Maria Maier. ORTsZEIT. Schweinfurter Museumsschriften. Mit Texten von Joachim Haas, Andrea Brandl, Hans-Peter Miksch, Gabriele Uelsberg. Schweinfurt 2003, ISBN 3-927083-91-7.
- Maria Maier. Kuba, Cuba. Mit Texten von Christoph Tannert, Harald Raab, Hans-Peter Miksch. Lappersdorf 2007, ISBN 978-3-931954-14-7.
- Maria Maier. Ent-Ortet, displaced: Fotoarbeiten. Herausgegeben vom Oberpfälzer Künstlerhaus. Mit Texten von Peter Lodermeyer, Heiner Riepl, Joachim Haas, Wolfgang Dersch, Werner Zeh. Schwandorf 2012, ISBN 978-3-00-036209-5.
- Maria Maier. FarbZeitRaum. Ausstellungskatalog, Ausgewählte Arbeiten auf Leinwand und Papier, 2000–2014. Mit einem Text von Herbert Schneidler. Herausgeber: Galerie Donau-Einkaufszentrum Regensburg, 2014, ISBN 978-3-9816269-1-9.
- Maria Maier. Blütezeit. Ausstellungskatalog Museen der Stadt Regensburg. Mit Textbeiträgen von Gérard A. Goodrow und Reiner Meyer. Regensburg 2014, ISBN 978-3-943222-17-3.
- Lasst Blumen sprechen! / Say it with flowers, Herausgegeben von der Stiftung Museum Schloss Moyland, Köln 2016, S. 160–161. ISBN 978-3-86832-337-5.
- Peter Lodermeyer: „Maria Maier. Fünf Kunst-am-Bau-Projekte“, in: bauhaus*innen räume 1919–2019, Ausstellungskatalog Frauenmuseum Bonn 2019.
- Andrea Brandl: „Maria Maier – ZR K-giving color“ in: Schweinfurt schwimmt in Kunst! 10 Jahre Kunsthalle Schweinfurt, Schriften der Kunsthalle Schweinfurt 235/2019.
- Sebastian Karnatz: „Struktur und Reflexion“ in: Maria Maier, Grundstruktur – Siebdruck, Verein für Originalradierung München e.V., München 2020.

## Artikel in Zeitschriften
- Dr. Sebastian Karnatz: „Auf der Suche nach dem verlorenen FarbZeitRaum“, in: Lichtung, Ostbayerisches Magazin, 33. Jahrgang, Januar 2020/1
- Photonews, Februar 2001, Dezember/Januar 2007/2008.
- Das Münster – Zeitschrift für christliche Kunst und Kunstwissenschaft. Verlag Schnell und Steiner, Regensburg: 4/2000; 1/2004, 2/2007.